# Thomas Holland (1er comte de Kent)
Pour les articles homonymes, voir Thomas Holland et Holland.
Titres
Comte de Kent
20 novembre 1360 – 26 décembre 1360
(1 mois et 6 jours)
Baron Holand
15 juillet 1353 – 26 décembre 1360
(7 ans, 5 mois et 11 jours)
Thomas Holland (5 mai 1314 - 26 décembre 1360), comte de Kent, est un noble anglais et un commandant militaire pendant la Guerre de Cent Ans. Il est fils de Robert de Holland, et de Maud de la Zouche.

## Biographie
Il est issu de la famille Holland, qui fait partie de la haute société du Lancashire. Au début de sa carrière militaire, il combat en Flandre. Il participe en 1340 à une expédition anglaise en Flandre, et est envoyé sous les ordres de sir Jean d'Artevelle à Bayonne, pour défendre la frontière gasconne contre les Français. En 1343, il est encore en service en France, et, dans les années qui suivent, a l'honneur de faire partie des premiers chevaliers de l'ordre de la Jarretière. En 1346, il sert Édouard III en Normandie sous les ordres du Thomas de Beauchamp, comte de Warwick ; il prend la ville de Caen et fait prisonnier Raoul de Brienne, comte d'Eu et de Guînes, connétable de France, et Robert, comte de Tancarville. À Crécy, il est l'un des principaux commandants du bataillon du Prince noir, et participe ensuite au siège de Calais.
À peu près à cette même époque, il épouse secrètement Jeanne Plantagenêt, fille d'Edmond de Woodstock, comte de Kent, et de Marguerite Wake, et petite-fille du roi Édouard Ier d'Angleterre. Pendant son absence à l'étranger, Jeanne sous la pression de sa famille, épouse Guillaume Montagu, comte de Salisbury. Ce second mariage est annulé en 1349, quand Thomas Holland prouve l'existence du premier mariage, à la satisfaction des envoyés du pape.
De 1353 à 1356, il siège au Parlement sous le titre de baron Holland. En 1354, il est lieutenant du roi en Bretagne pendant la minorité de Jean IV, duc de Bretagne, et en 1359, il est capitaine général de toutes les possessions anglaises sur le continent. À la mort de son beau-frère Jean, il devient comte de Kent du chef de son épouse.

## Enfants
De Jeanne de Kent, il a :
- Thomas (1350-1397), comte de Kent
- Jeanne (1350-1384), mariée à Jean IV de Bretagne
- Jean (1352-1400), duc d'Exeter
- Maud (1354-1392), mariée en 1363 à Hugues de Courtenay (en), puis en 1380 à Waléran III de Luxembourg (1357-1415), comte de Ligny-en-Barrois et de Saint-Pol

## Source
- (en) Cet article est partiellement ou en totalité issu de l’article de Wikipédia en anglais intitulé « Thomas Holland, 1st Earl of Kent » (voir la liste des auteurs).